# تنظير جوف الحوض
تنظير جوف الحوض (بالإنجليزية: Culdoscopy)‏ هو عبارة عن جراحة بالتنظير الداخلي قصد إجراء دراسة معمقة نوعا ما على أحشاء الحوض وذلك عن طريق ما يُعرف بتنظير جدار المهبل.
عموما، فكلمة تنظير جوف الحوض (بالإنجليزية culdoscopy) (بالفرنسية culdoscope) هي مشتقة من مصطلح طريق مسدود (بالفرنسية cul-de-sac)  والذي يعني حرفيا في الفرنسية «أسفل الكيس» ، ويشير إلى تنظير الردبة (أو ما يسمى ردبة دوغلاس).
تنظير جوف الحوض هو تنظير غير مرن بالأساس، حيث يعتمد هذا التنظير بالأساس على فحص جدار المهبل الخلفي بالإضافة إلى المساحة الموجودة ما وراء عنق الرحم، مما يتيح الدخول والفحص الدقيق لهذه الأعضاء، كما يُمكن إجراء تنظير للأمعاء على الرغم من وقوعها بعيدا عن الحوض وذلك حسب رغبة المريض وموقفه من هذا الإجراء، هذا وتجدر الإشارة إلى أنه في العادة ما يتم تنظير جوف الحوض قصد الكشف عن خلل أو مرض ما بالإضافة إلى الحمل المنتبذ والتهاب البوق، كما يسمح هذا التنظير بأداء العمليات البسيطة مثل التعقيم الأنبوبي.
يتم القيام بتنظير لجوف الحوض تحت تخدير موضعي أو عام، كما لا يستدعي بالضرورة القيام بتنظير للبطن في حالة انتفاخها، كما أن هذا التنظير لا يستدعي شق لنقطة دخول في المهبل لكن هذا وارد أحيانا ويتم إخاطتها فيما بعد.
أول من قام بمثل هذا النوع من الإجراءات كان ألبرت ديكر وذلك في عام 1939 وأصبح ذو شعبية كبيرة فيما بعد خاصة بعدما اكتسب خبرة مهمة في عام 1944. صنع ديكر منظار لفحص المثانة أيضا، وقال في وقت لاحق أنه نشر كتاب عن تقنية تنظير جوف الحوض وذلك بحلول عام 1952. لكن استخدام هذه التقنية تلاشى في سبعينيات القرن العشرين باعتباره نهجا قديما نوعا ما خاصة بعد ظهور العديد من التقنيات الأخرى التي تواكب التقدم والتطور التكنولوجي.